# Skaugum
Skaugum −  rezydencja norweskich władców państwa, położona na południowy zachód od Oslo. 

## Historia
Należała do Mariakirke (kościół Marii) w Oslo, w r. 1909 zakupiona przez ministra rządu norweskiego Fritza Wedel-Jarlsberga. W 1929 zamieszkał w nim król Olaf V bezpośrednio po ślubie. Rok później rezydencja została strawiona przez pożar i została odbudowana w 1932, przy czym zastąpiono drewnianą konstrukcję cegłami. Przy odbudowie zrezygnowano ze stylu neoklasycystycznego, skupiając się na funkcjonalności. W 1968 wprowadził się do niej książę Harald V, król państwa od 17 stycznia 1991. W 2001 w rezydencji przeprowadzono remont, w użytku od 2003.

## Architektura
Budynek wybudowano na planie litery "L"; główne skrzydło jest zwrócone w stronę ogrodu, drugie skrzydło mieści część gospodarczą.